# Servië op het Eurovisiesongfestival 2019

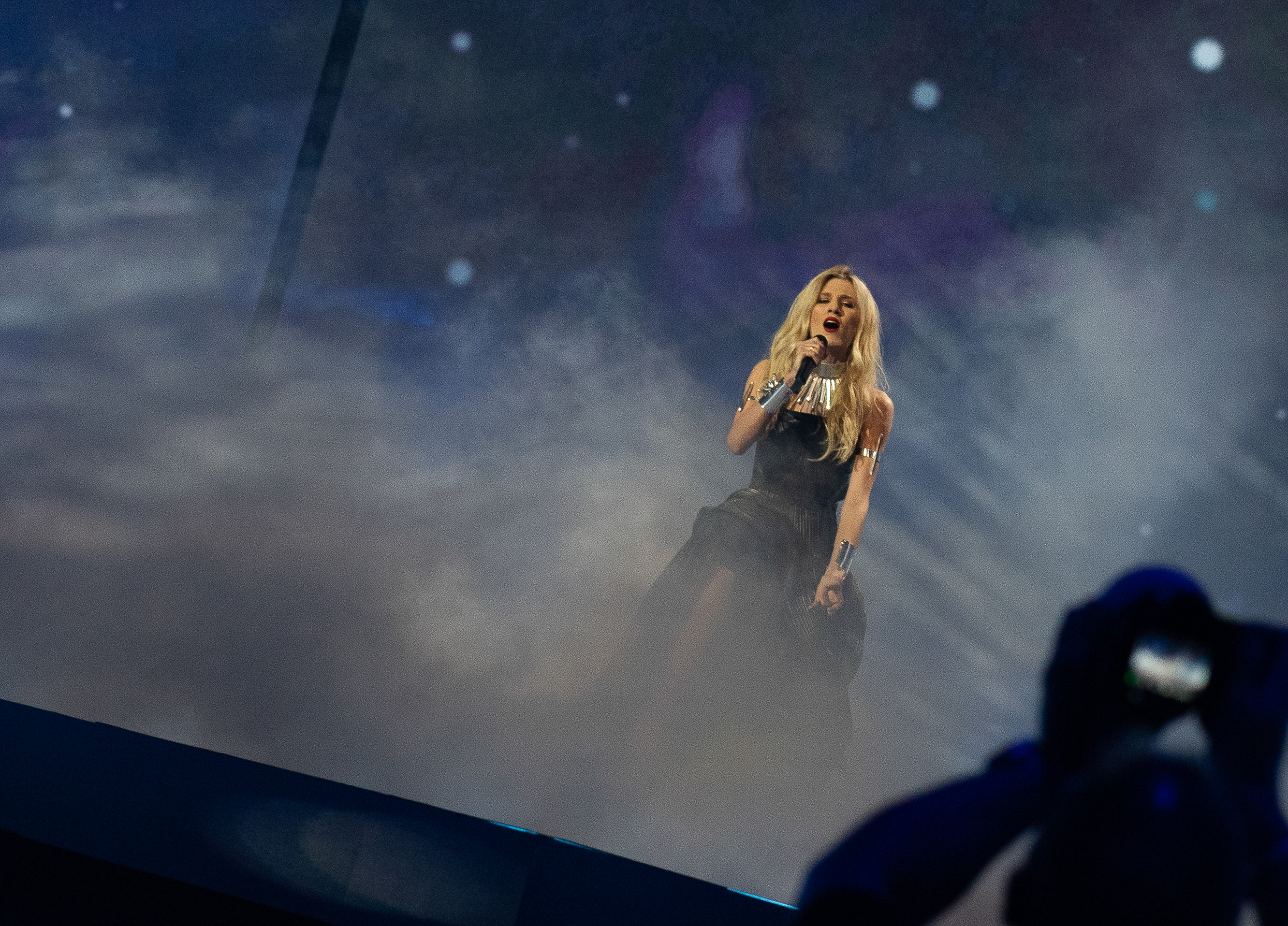
Nevena Božović tijdens haar optreden op het Eurovisiesongfestival

Servië nam deel aan het Eurovisiesongfestival 2019 in Tel Aviv, Israël. Het was de 13de deelname van het land op het Eurovisiesongfestival. De RTS was verantwoordelijk voor de Servische bijdrage voor de editie van 2019.

## Selectieprocedure
De inzending van Servië werd gekozen via een nationale voorronde, getiteld Beovizija 2019. De finale vond plaats op 3 maart. Er namen 12 artiesten deel. De winnaar werd gekozen door een combinatie van televoting en een vakjury bestaande uit muziekexperts. Voorafgaand aan de finale werden twee halve finales gehouden op 27 en 28 februari. In totaal deden er 24 artiesten een gooi om Servië te mogen vertegenwoordigen op het festival.
Aan de voorrondes deden dit jaar bekende artiesten mee; Extra Nena die als laatste deelnemer namens Joegoslavië deelnam aan het Eurovisiesongfestival 1992 in Malmö. Ook Nevena Božović was van de partij. Zij werd in 2007 derde op het Junior Eurovisiesongfestival en in 2013 was ze lid van van Moje 3.
De finale van Beovizija werd gewonnen door Nevena Božovic. Het werd voor haar de tweede keer dat ze deel ging nemen aan het festival. In 2013 was ze lid van Moje 3 dat in Zweden de finale niet wist te halen. Nevena kreeg de voorkeur van de jury, maar eindigde als derde in televoting. De winnaar daarvan, Nataša & Una, werd bij de jury echter negende.

## Beovizija 2019
3 maart 2019
| Plaats | Artiest                         | Lied                 | Punten |
| ------ | ------------------------------- | -------------------- | ------ |
| 1      | Nevena Božović                  | Kruna                | 20     |
| 2      | Dženan Lončarević               | Nema Suza            | 17     |
| 3      | Saška Janks                     | Da li čuješ moj glas | 16     |
| 4      | Nataša & Una                    | Samo bez straha      | 14     |
| 5      | Wonder Strings & Ivana Vladović | Moja bol             | 13     |
| 6      | Ivan                            | Bela                 | 11     |
| 7      | Lord                            | Radnički sin         | 8      |
| 8      | Majdan                          | Budim te             | 8      |
| 9      | Sofija Perić                    | Aritmija             | 5      |
| 10     | Jana Šušteršić                  | Viktorija            | 3      |
| 12     | Aleksandra Sekulić              | Tugo                 | 1      |
| 12     | Ana Popovic                     | Lutaš                | 0      |

## In Tel Aviv
Servië trad in de eerste halve finale van het festival. Na de inzending van Wit-Rusland en voor de Belgische inzending. Bij het bekend maken van de finalisten bleek dat Nevena zich had weten te plaatsen voor de finale van zaterdag, Servië eindigde in de eerste halve finale op een zevende plek met 156 punten. 
Tijdens de finale trad het land als 23ste aan, na de Italiaanse bijdrage en voorafgaand aan de Zwitserse inzending. Aan het eind van de avond werd duidelijk dat Servië op een achttiende plek was gestrand met 89 punten. Zowel de vakjury als televoting uit Montenegro hadden de 12 punten over voor de Servische inzending. 
2007 · 2008 · 2009 · 2010 · 2011 · 2012 · 2013 · 2014 · 2015 · 2016 · 2017 · 2018 · 2019 · 2020 · 2021 · 2022 · 2023 · 2024 · 2025
Albanië · Armenië · Australië · Azerbeidzjan · België · Cyprus · Denemarken · Duitsland · Estland · Finland · Frankrijk · Georgië · Griekenland · Hongarije · Ierland · IJsland · Israël · Italië · Kroatië · Letland · Litouwen · Malta · Moldavië · Montenegro · Nederland · Noord-Macedonië · Noorwegen · Oostenrijk · Polen · Portugal · Roemenië · Rusland · San Marino · Servië · Slovenië · Spanje · Tsjechië · Verenigd Koninkrijk · Wit-Rusland · Zweden · Zwitserland